# شوتسنفست
شوتسنفست(به آلمانی: Schützenfest) یک فستیوال سنتی تیراندازی به هدف در آلمان و سوییس است.

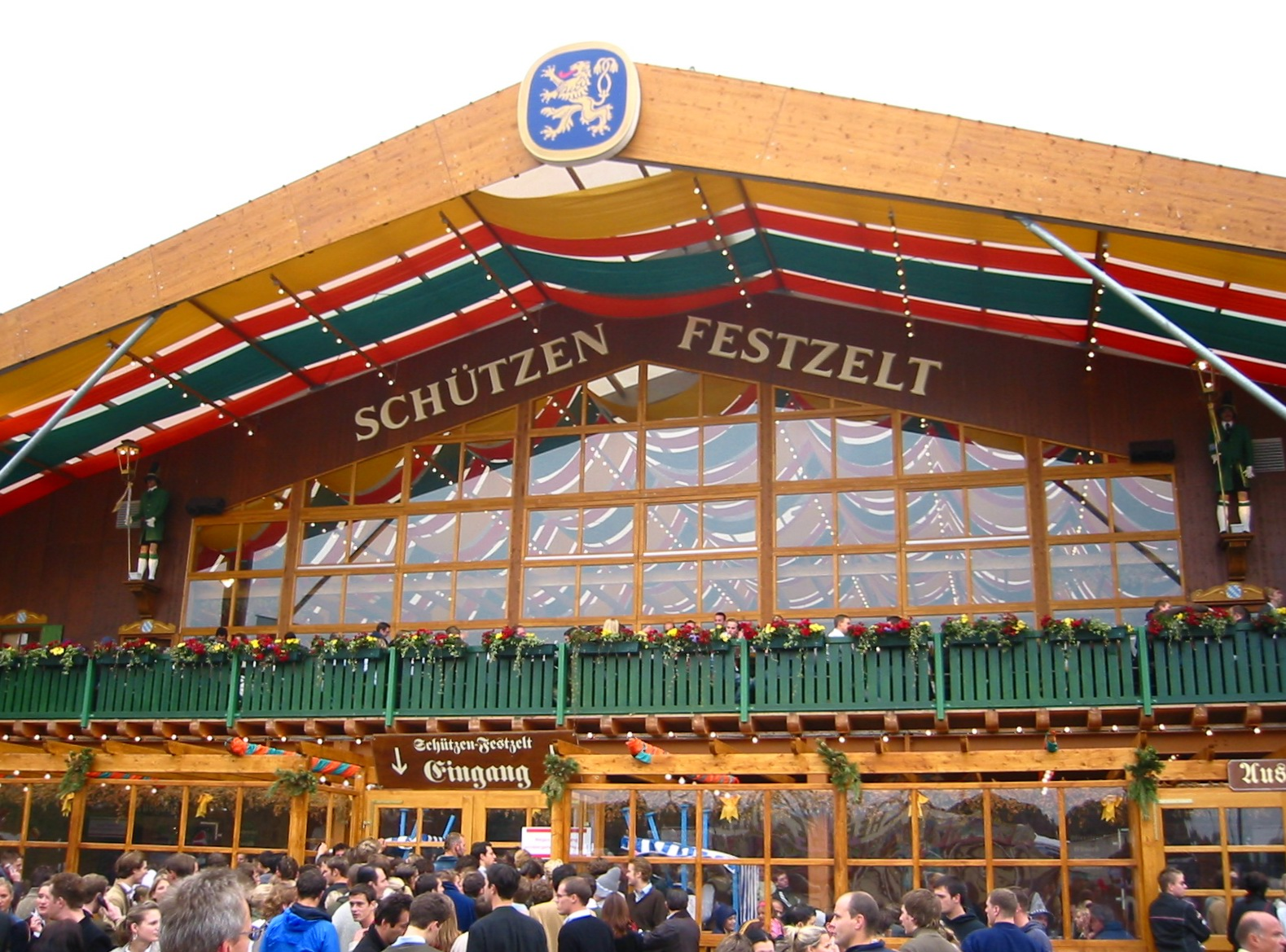

شوتنسفست هانوور با بیش از ۵۰۰۰ شرکت کننده بزرگترین شهربازی تیراندازی جهان است.